# روز مرگت مبارک
روز مرگت مبارک (به انگلیسی: Happy Death Day) یک فیلم اسلشر آمریکایی به کارگردانی کریستوفر لندن، نوشتهٔ اسکات لوبدل و تهیه‌کنندگی جیسون بلوم است. هنرمندان اصلی این فیلم ایزرائیل بروسارد، جسیکا راث و روبی مدین هستند.
روز مرگت مبارک در ۱۳ اکتبر ۲۰۱۷ به دست یونیورسال استودیوز منتشر شد. این فیلم با بودجه ۴٫۸ میلیون دلاری در سراسر جهان به فروش ۱۱۴ میلیون دلار رسید فیلم با نقد خوب منتقدان و فروش خوب در گیشه همراه شد و در نتیجه قسمت دوم آن در سال ۲۰۱۹ تولید شد اما فقط ۶۴ میلیون در گیشه فروخت و نسبت به قسمت اول آن ضعیفتر ظاهر شد در نتیجه قسمت سوم آن هیچوقت ساخته نخواهد شد.

## خلاصه داستان
روز مرگت مبارک، فیلمی ترسناک و مهیج محصول سال ۲۰۱۷ به کارگردانی کریستوفر لندن است. در خلاصه داستان این فیلم آمده‌است، تری گلبمن در روز تولدش کشته می‌شود، اما او در همان روز دوباره از خواب بیدار می‌شود و باید این روز را هر بار سپری سازد و کشته شود تا کشف کند که چه کسی او را کشته و چرا و…